# Saint-Rémy (Costa d'Or)
Saint-Rémy és un municipi francès, situat al departament de la Costa d'Or i a la regió de Borgonya - Franc Comtat. L'any 2007 tenia 811 habitants.

## Demografia

### Població
El 2007 la població de fet de Saint-Rémy era de 811 persones. Hi havia 332 famílies, de les quals 68 eren unipersonals (24 homes vivint sols i 44 dones vivint soles), 132 parelles sense fills, 120 parelles amb fills i 12 famílies monoparentals amb fills.
La població ha evolucionat segons el següent gràfic:
Habitants censats

### Habitatges
El 2007 hi havia 387 habitatges, 330 eren l'habitatge principal de la família, 36 eren segones residències i 21 estaven desocupats. 376 eren cases i 11 eren apartaments. Dels 330 habitatges principals, 270 estaven ocupats pels seus propietaris, 46 estaven llogats i ocupats pels llogaters i 14 estaven cedits a títol gratuït; 2 tenien una cambra, 10 en tenien dues, 35 en tenien tres, 115 en tenien quatre i 168 en tenien cinc o més. 263 habitatges disposaven pel capbaix d'una plaça de pàrquing. A 145 habitatges hi havia un automòbil i a 153 n'hi havia dos o més.

### Piràmide de població
La piràmide de població per edats i sexe el 2009 era:
| Homes | Edats   | Dones |
| ----- | ------- | ----- |
| 0     | 95 o +  | 0     |
| 4     | 90 a 94 | 4     |
| 4     | 85 a 89 | 12    |
| 0     | 80 a 84 | 4     |
| 8     | 75 a 79 | 8     |
| 28    | 70 a 74 | 16    |
| 16    | 65 a 69 | 20    |
| 32    | 60 a 64 | 40    |
| 12    | 55 a 59 | 20    |
| 24    | 50 a 54 | 28    |
| 56    | 45 a 49 | 28    |
| 32    | 40 a 44 | 44    |
| 32    | 35 a 39 | 32    |
| 20    | 30 a 34 | 16    |
| 12    | 25 a 29 | 16    |
| 24    | 20 a 24 | 12    |
| 60    | 15 a 19 | 16    |
| 32    | 10 a 14 | 36    |
| 28    | 5 a 9   | 28    |
| 8     | 0 a 4   | 24    |

## Economia
El 2007 la població en edat de treballar era de 521 persones, 379 eren actives i 142 eren inactives. De les 379 persones actives 353 estaven ocupades (187 homes i 166 dones) i 26 estaven aturades (9 homes i 17 dones). De les 142 persones inactives 59 estaven jubilades, 45 estaven estudiant i 38 estaven classificades com a «altres inactius».

### Ingressos
El 2009 a Saint-Rémy hi havia 335 unitats fiscals que integraven 811,5 persones, la mediana anual d'ingressos fiscals per persona era de 17.758 €.

### Activitats econòmiques
Dels 31 establiments que hi havia el 2007, 1 era d'una empresa extractiva, 1 d'una empresa alimentària, 4 d'empreses de fabricació d'altres productes industrials, 8 d'empreses de construcció, 3 d'empreses de comerç i reparació d'automòbils, 4 d'empreses de transport, 3 d'empreses d'hostatgeria i restauració, 1 d'una empresa d'informació i comunicació, 2 d'empreses immobiliàries, 2 d'empreses de serveis i 2 d'empreses classificades com a «altres activitats de serveis».
Dels 11 establiments de servei als particulars que hi havia el 2009, 1 era un taller de reparació d'automòbils i de material agrícola, 1 guixaire pintor, 2 fusteries, 1 lampisteria, 2 electricistes, 1 perruqueria, 2 restaurants i 1 agència immobiliària.
L'únic establiment comercial que hi havia el 2009 era una fleca.
L'any 2000 a Saint-Rémy hi havia 3 explotacions agrícoles que ocupaven un total de 438 hectàrees.

## Equipaments sanitaris i escolars
El 2009 hi havia 1 escola maternal i 1 escola elemental.

## Poblacions més properes
El següent diagrama mostra les poblacions més properes.